# Леонард IV фон Гаррах
Леонард IV фон Гаррах (нем. Leonhard IV von Harrach; 1514 — 27 июня 1590, Вена), барон цу Рорау — австрийский придворный и государственный деятель.

## Биография
Сын Леонарда III фон Гарраха и Барбары фон Глейниц.
Полковой советник Нижней Австрии (1545), затем член имперского придворного совета. Дипломом императора Максимилиана II от 4 января 1552 возведен в достоинство имперского барона, а дипломом 12 апреля 1566 — барона фон Рорау. 29 мая 1559 года получил наследственную должность управляющего государственной конюшней в Нижней Австрии.
Был камергером и тайным советником императора Максимилиана II, затем оберсткамергером.
В 1585 году был пожалован Филиппом II в рыцари ордена Золотого руна. Торжественная церемония возложения орденской цепи состоялась 2 июня 1585 в кафедральном соборе Праги. Гаррах принял награду из рук эрцгерцога Фердинанда. В память об этом событии в Харрахе была отчеканена медаль.
Леонард основал семейный склеп Харрахов в церкви августинцев в Вене.

## Семья
Жена (1536): баронесса Барбара фон Виндишгрец (после 1519—9.08.1580), дочь барона Зейфрида фон Виндишгреца и Афры фон Грассвейн
Дети:
- Кристоф (1537—1539)
- Крафт (1537/1538 — ранее 1551)
- Афра (1538/1539—1561). Муж 1): Мориц фон Ракниц; 2): Вольфганг фон Кёнигсберг (ум. 1582)
- Элизабет (ум. 1539)
- Фелицитас (ум. 1540). Муж 1): Иоганн Георг фон Ламберг; 2): Иоганн фон Галленберг
- Леонард V (1542—5.02.1597). Жена 1) (8.08.1563): принцесса Мария Якоба фон Гогенцоллерн (ок. 25.07.1549—1578), дочь графа Карла I фон Гогенцоллерна и Анны Баден-Дурлахской; 2) (15.09.1578): графиня Анна фон Саламанка-Ортенбург (ум. 1602), дочь графа Фердинанда фон Саламанки-Ортенбурга и Евы Гофман
- Барбара (р. 1543). Муж: граф Мориц II фон Дитрихштейн (ум. после 1564)
- Кристоф (р. 1545)
- Маргарета (р. 1546). Муж: Фердинанд Гофман, барон фон Штрехау-Грюнбюнель (ум. 1597)
- Теобальд (1547—1569)
- Анна (р. 1548). Муж: Кристоф фон Раппах
- Юстина (1550—1572). Муж: Фридрих фон Праг
- Мария (р. 1551). Муж 1): Бальтазар фон Прёсинг; 2): Кристоф фон Тойфенбах (ум. 1598)
- Хелена (1555 — ранее 1571)
- Сусанна Вероника (р. 1558). Муж: Фердинанд Хельфрид фон Меггау (1553—1587)